# 199 Byblis
199 Byblis este un asteroid din centura principală, descoperit pe 9 iulie 1879, de Christian Peters.